# Саблук Петро Трохимович
Петро́ Трохи́мович Саблу́к (22 червня 1941, с. Потоки, Жмеринського району, Вінницької області, УРСР) — доктор економічних наук (1990), проф. (1992), акад. УААН (Відд. аграрної економіки та земельних відносин, бухоблік, 03.1993); Нац. науковий центр «Інститут аграрної економіки», директор (з 04.1988); чл. пленуму ВАК України (з 1996); гол. редактор журналу «Економіка АПК» (з 1994); голова ради з захисту док. дис. зі спец. «Економіка АПК» (з 1988); чл. редколегії журналу «Вісник аграрної науки», чл. редколегії журналів «Вестник сельскохозяйственной жизни» (м. Москва), «Агроінком»; чл. Президії УААН; чл. ради Держ. фонду фундаментальних досліджень (з 01.2004); чл. Ради НБУ (з 02.2005). Іноземний член Російської академії наук (з 2003).

## Біографія
Народився 22 червня 1941 (с. Потоки, Жмеринський район, Вінницька область); укр.; батько Трохим Олексійович (1910—1941) — залізничник; мати Марія Михайлівна (1910) — колгоспниця, пенс.; дружина Анна Іванівна (1947) — письменниця; син Віталій (1967) — кандидат економічних наук, зав. відділу ІАЕ ; син Ростислав (1975) — фінансист, підприємець,кандидат економічних наук.
Освіта: Укр. с.-г. академія, факультет економіки та організації с.г. (1958—1963), бухгалтер-економіст; канд. дис. «Організація і ефективність оперативного аналізу тваринництва в умовах внутрішньогосподарського розрахунку» (Укр. НДІ економіки і орг. с. г. ім. О.Шліхтера, 1974); док. дис. «Облік, контроль і аналіз в управлінні аграрним сектором (методологія і організація)» (Київ. інститут нар. госп., 1990, в формі наук. доповіді).
03.2006 канд. в нар. деп. України від Укр. народного блоку Костенка і Плюща, № 65 в списку. На час виборів: директор Національного наукового центру «Інститут аграрної економіки», чл. ПВСПУ.
04.2002 канд. в нар. деп. України від блоку «За єдину Україну!», № 95 в списку. На час виборів: директор Інституту аграрної економіки УААН, член АПУ.
1963-65 — викладач, Ридківський с.-г. тех-м, Новоселицький район Чернів. обл. 1965-67 — гол. бухгалтер, колгосп ім. Свердлова Новоселицького району. 1967-69 — економіст, 1969-71 — ст. економіст, Чернів. обл. упр. с. г. 1970-72 — викладач (за сумісн.), Чернів. держ. університет. 1971-74 — аспір., 1974-76 — м.н.п., 1976-79 — с.н.п, 1979-88 — зав. сектору, з 1988 — директор, Укр. НДІ економіки і орг. с. г. ім. О.Шліхтера (Інститут аграрної економіки УААН; з 01.2004 — Нац. наук центр «Інститут аграрної економіки»). 1986-88 — викладач (за сумісн.), Київ. університет ім. Т.Шевченка. 1988-96, з 2000 — чл. президії УААН. 31.10.1994-06.01.95 — Віце-прем'єр-мін. України з питань АПК, з 06.01.1995 — 1-й Віце-прем'єр-мін. України з питань АПК, 03.07.1995-16.03.96 — Віце-прем'єр-мін. України з питань АПК. Дійсн. член УЕАН (1991), Европ. асоц. економістів-аграрників (1991), АЕНУ (1993), Академії регіон. наук України (1995), Всесвіт. асоціації економістів-аграрників (1993), Білорус. академії аграрних наук (1996), Рос. академії с.-г. наук (2003). Почес. проф. Нац. аграрного університету, Луган. нац. аграрного університету, Держ. агроекологічного університету, Уманського держ. аграрного університету.
Автор (співав.) понад 650 наук. праць, зокрема близько 70 монографій, брошур і підручників: «Аналіз і контроль в управлінні сільськогосподарським виробництвом» (1986, співав.), «Бухгалтерський облік у сільськогосподарських підприємствах» (1987, співав.), «Бухгалтерський облік у сільському господарстві» (1988, співав.), «Бухгалтерський облік в міжгосподарських підприємствах і організаціях» (1989), «Комплексний аналіз діяльності сільськогосподарських підприємств» (1990, співав.), «Фінансовий і ціновий механізм АПК в умовах переходу до ринку» (1993, співав.), «Витратно-ціновий аналіз у системі агромаркетинґу» (1996, співав.), «Фінансово-кредитні відносини в АПК» (1996, співав.), «Товарні біржі в Україні» (1997, співав.), «Ціноутворення в умовах формування ринкових відносин в АПК» (1997, співав.), «Особливості аграрної реформи в Україні» (1997), «Бухгалтерський облік у сільськогосподарських підприємствах» (1998, співав.), «Основи економічної теорії» (1999, співав.), «Фінанси сільськогосподарських підприємств» (2000, співав.), «Аграрна економіка і політика в Україні: підсумки минулого та погляд у майбутнє» (2001, у 3 т.), «Формування міжгалузевих відносин: проблеми теорії та методології» (2002, співав.), «Україна і світове господарство: взаємодія на межі тисячоліть» (2002, співав.), «Ціноутворення в процесі реформування агропромислового комплексу України (1990—2001)» (2002, співав.) та ін.

## Нагороди
- Лауреат премії ім. О. Шліхтера АНУ (1992).
- Орден Знак Пошани.
- Ордени князя Ярослава Мудрого V (11.1998), IV ст. (11.2001).
- Герой України (з врученням ордена Держави, 16.11.2004).
- Заслужений діяч науки і техніки України (1993).